# اکسماوث، استرالیای غربی
اکسماوث (به انگلیسی: Exmouth) یک شهرک در استرالیا است که در Shire of Exmouth واقع شده‌است.